# Загребля (Шепетівський район)
Загре́бля — село в Україні, у Білогірській селищній громаді Шепетівського району Хмельницької області. Населення становить 125 осіб.

## Географія
Село розташоване на річці Вілія.

## Історія
Село раніше було кутком сусіднього села Вілія. Річка, виходячи із берегів, затоплювала цю частину села і селяни збудували греблю і назвали куток за греблею. Пізніше значна частина села Вілія опинилася під польською окупацією, решта кутків Вілії стали окремими селами під радянською окупацією.
7 (20) листопада 1917 року, відповідно до Третього Універсалу Української Центральної Ради, увійшло до складу Української Народної Республіки.
12 червня 2020 року, відповідно до розпорядження Кабінету Міністрів України № 727-р «Про визначення адміністративних центрів та затвердження територій територіальних громад Хмельницької області», увійшло до складу Білогірської селищної громади.
19 липня 2020 року, в результаті адміністративно-територіальної реформи та ліквідації Білогірського району, село увійшло до складу новоутвореного Шепетівського району.

## Населення

### Мова
Розподіл населення за рідною мовою за даними перепису 2001 року:
| Мова       | Кількість | Відсоток |
| ---------- | --------- | -------- |
| українська | 125       | 100%     |